# 拉格納·格拉尼特
拉格納·亞瑟·格拉尼特（瑞典語：Ragnar Arthur Granit，1900年10月30日—1991年3月12日）是一位芬蘭及瑞典科學家，於1967年與喬治·沃爾德及霍爾登·凱弗·哈特蘭共同獲得諾貝爾生理學或醫學獎。

## 生平
格拉尼特出生於芬蘭赫爾辛基，並且於1927年畢業於赫爾辛基大學。1940年之後，由於蘇聯的入侵，格拉尼特前往瑞典的斯德哥尔摩，並在1941年取得瑞典國籍。

## 外部連結
- Ragnar Granit Foundation （页面存档备份，存于）
- Ragnar Granit Institute at the Tampere University of Technology
- Biography of Ragnar Granit at the Nobel Foundation site （页面存档备份，存于）